# チェスナット・リッジ

ロックランド郡内の位置

チェスナット・リッジ（英語: Chestnut Ridge）は、アメリカ合衆国ニューヨーク州のロックランド郡にある村。人口は7,829人（2000年）。ニュージャージー州の州境に位置する村で、モンゼイ、スプリング・バレーと接している。1986年に法人化した。行政上はラマポ町に含まれる。
座標は北緯41度4分55秒 西経74度3分5秒 / 北緯41.08194度 西経74.05139度